# Гарифуна (народ)
Гарифуна  су мешани афрички и домородачки народ који је првобитно живео на карипском острву Сент Винсент и говори гарифуна, аравачки језик и винсентски креолски.
Гарифуна су потомци домородачког народа Аравак, Калинаго (острва Кариби) и афрокарипског народа. Оснивачка популација централноамеричке дијаспоре, која се процењује на 2.500 до 5.000 људи, премештена је на обалу Централне Америке са карипског острва Комонвелта Сент Винсент, на Острва приветрине у Британској Западној Индији на Малим Антилима. Заједнице Гарифуна и даље живе на Сент Винсенту и Гренадинима и у иностранству, укључујући Гарифуна Американце. Народ Гарифуна углавном живи у Хондурасу, а мала популација у Сједињеним Државама, култура Гарифуна је највише утицала на културу Хондураса где су је сачували више од било које друге земље у Централној Америци.

## Име
На језику Гарифуна, ендоним Гаринагу се односи на народ као целину, а термин Гарифуна се односи на појединачну особу, културу и језик. ‍:viТермини Гарифуна и Гаринагу настали су као афричке модификације Калинаго термина Карифуна и Калинаго. Гарифуне су можда користиле ове термине да се односе на њих саме још средином 17. века.

## Историја
Народ Кариба мигрирао је са копна на острва око 1200. године, према датирању артефаката радиоактивним угљеником. Они су углавном раселили, истребили и асимилирали народ Таино који су у то време живели на острвима.
Након завршетка Другог карипског рата 1796. године, и предаје Кариба, британске власти су одлучиле да депортују становнике Кариба са Сент Винсента на острво Роатан. Ово је урађено да би се избегле нове побуне робова на Сент Винсенту. Године 1797, Кариби са афричким цртама су изабрани да буду депортовани јер су сматрани узроком побуне, и првобитно су их извезли на Јамајку, а затим су превезени на острво Роатан у Хондурасу. У међувремену, Црним Карибима са више особина индијанаца било је дозвољено да остану на острву. Више од 5.000 црних Кариба је депортовано, али када су се депортовани искрцали на Роатан 12. априла 1797. године, само око 2.500 је преживело пут на острва. Пошто је то био сувише мали и неплодан број за одржавање популације, црни Кариби су тражили од шпанских власти Хондураса да им се дозволи да живе на копну. Шпанцима је дозвољено да их користе као војнике. Након насељавања на обали Хондураса, проширени су карипском обалом Централне Америке, дошавши до Белиза и Гватемале на северу, а на југу до Никарагве. Временом, Црни Кариби ће у копненом делу Централне Америке бити деноминовани као „Гарифуна“. Ова реч, према Гонзалесу (2008, стр.Xv), изведено од „Калинаго“, имена којим су их шпански народи означили када су их затекли на Малим Антилима по доласку у регион 1492.
У 21. веку, популација Гарифуне се процењује на око 600.000 укупно, укључујући људе у Централној Америци, Јурумеину (Сент Винсент и Гренадини) и Сједињеним Државама. Као резултат екстензивне емиграције из Централне Америке, Сједињене Државе имају другу највећу популацију Гарифуне изван Централне Америке. Њујорк, конкретно, Бронкс има највећу популацију, којом доминира Гарифуна из Хондураса, Гватемале и Белизеа. Лос Анђелес је на другом месту са белизејском Гарифуном која је најнасељенија, а следе они из Хондураса и Гватемале. Нема информација о томе да је Гарифуна из Никарагве мигрирала на било коју обалу Сједињених Држава. Никарагванска популација Гарифуне је прилично мала. Вође заједница покушавају да васкрсну гарифуна језик и културне традиције.
До 2014. више Гарифуна је напуштало Хондурас и емигрирало у Сједињене Државе.

## Језик
Народ Гарифуна говори гарифунски  и винсентски креолски.
Језик Гарифуна је изданак језика Аравак, а народ гарифуна говори га у Хондурасу, Белизу, Гватемали и Никарагви. То је аравакански језик са француским, енглеским, холандским, афричким и шпанским утицајима, што одражава њихову дугу интеракцију са различитим колонијалним народима. Гарифуна има речник који садржи неке термине које користе жене, а друге користе првенствено мушкарци. Мушкарци су додатно користили посебан пиџин заснован на неповезаном карипском језику копна.
Скоро сви Гаринагу су двојезични или вишејезични. Они углавном говоре службене језике земаља у којима живе, као што су шпански или енглески, најчешће као матерњи језик. Многи такође говоре гарифуну, углавном као језик културе, као део наслеђа својих породица.
Гарифуна је језик а не дијалект. Гаринагу сада пишу сопствени наратив заснован на свом историјском и културном искуству.

## Култура
Унеско је 2008. године (првобитно 2001) прогласио језик, плес и музику Гарифуне ремек-делом усменог и нематеријалног наслеђа човечанства у Никарагви, Хондурасу, Гватемали и Белизеу. Године 2005. одржан је Први самит Гарифуна на острвима Корн, у Никарагви, уз учешће влада других земаља Централне Америке.
Језик гарифуна припада групи језика Аравакан и преживео је векове дискриминације и лингвистичке доминације. Богат је причама (урага) које се оригинално рецитују током великих окупљања. Мелодије спајају афричке и америчке индијанске елементе, а текстови су право складиште историје и традиционалног знања Гарифуне, као што су узгој маниоке, риболов, градња кануа и изградња кућа од печеног блата. У овим песмама има и доста сатире, које прате разни бубњеви и игре, којима се могу придружити и гледаоци.
Ове традиције су и даље веома важне за живот и опстанак народа Гарифуна. Старешине одржавају многе церемоније, празнике и усмене традиције. Међутим, економске миграције, дискриминација и потпуно одсуство језика гарифуна из школског система угрожавају његов опстанак. Иако се тај језик још увек широко говори, сада се учи само у једном селу.

### Музика
Музика гарифуна је прилично другачија од оне у остатку Централне Америке. Најпознатији облик је пунта. У свом повезаном плесном стилу, плесачи померају кукове кружним покретима. Развијени облик традиционалне музике, који се и даље обично свира на традиционалним инструментима, пунта је доживео извесну модернизацију и електрификацију током 1970-их; ово се зове пунта рок. Традиционални плес пунта је свесно такмичарски. Уметници попут Пен Кајетана помогли су у иновацијама модерног пунта рока додавањем гитара традиционалној музици и утрли пут каснијим уметницима као што су Енди Паласио, Деца Свевишњег и Црни корал. Пунта је био популаран широм региона, посебно у Белизу, средином 1980-их, што је кулминирало издавањем Пунта Рокерса 1987. године, компилације са многим највећим звездама овог жанра. Пунта музичари у Централној Америци, САД и другде направили су даљи напредак увођењем клавира, дрвених дувачких, лимених и гудачких инструмената. Пунта-рок је процветао од раних 1980-их и укључио друге електронске инструменте као што су синтисајзер и електрична бас гитара, као и друге ударачке инструменте.
Често помешана са шпанском, пунта има широку публику због имиграције Хондураса и Гватемалаца у Сједињене Државе, друге делове Латинске Америке и Европе, посебно Шпанију. Пунта бендови у Хондурасу као што су Казабе, Шабакан, Силвер Стар, Лос Роландс, Банда Бланца, Лос Гатос Бравос и Групо Замбат су привлачни за мигрантске заједнице из Латинске Америке. Хондурашка пунта је довела до тога да пунте из Белиза и Гватемале више користе шпански због комерцијалног успеха који су постигли бендови који га користе.
Када је Банда Бланка из Хондураса продала више од 3 милиона примерака „Sopa De Caracol“ („Супе од шкољки“), који је оригинално написао Белизанац Чико Рамос, Гарифуни из Белиза су се осећали превареним, али су славили успех. Жанр наставља да развија снажне следбенике у Сједињеним Државама и Јужној Америци и на Карибима.
Белизејска пунта се разликује од традиционалне пунте по томе што су песме обично на криолу или гарифуни, а ретко на шпанском или енглеском.
Истакнути емитери Пунта музике су WAVE Радио и Krem Радио.
Остали облици гарифуна музике и плеса су: хунгу-хунгу, комбинација, ванарагва, абаимахани, матамуерте, ларемуна вадагуман, гуњаи, самбаи, чариканари, еремуна еги, паранда, берусу, теремуна лигилиси, арумахани и Мали-амалихани. Међутим, пунта је најпопуларнији плес у култури Гарифуна. Изводи се око празника и на забавама и другим друштвеним догађајима. Пунта текстове обично компонују жене. Чумба и хунгухунгу укључују кружни плес у ритму са три такта, који се често комбинује са пунтом. Постоје и друге врсте песама које су типичне за сваки пол: жене имају еремву еу и абаимајани, ритмичке а капела песме и ларемуна вадагуман; а мушкарци имају радне песме, чумба и хунгухунгу.
Бубњеви играју веома важну улогу у музици Гарифуне. Користе се првенствено две врсте бубњева: примеро (тенор бубањ) и сегунда (бас бубањ). Ови бубњеви су обично направљени од издубљеног тврдог дрвета, као што је махагони или глог, са кожом од пекарија (дивља свиња), јелена или оваца.
У комбинацији са бубњевима се користе и сисере, које су шејкери направљени од сушеног воћа тикве, пуњени семенкама, а затим опремљени дршкама од тврдог дрвета.
Паранда музика се развила убрзо након доласка Гарифуна у Централну Америку. Музика је инструментална и заснована на удараљкама. Музика је једва снимана све до 1990-их, када је Иван Дуран из Stonetree Records започео пројекат Паранда.
У савременом Белизу дошло је до поновног оживљавања музике Гарифуна, коју су популаризовали музичари као што су Анди Палацио, Мохобуб Флорес и Аурелио Мартинез. Ови музичари су преузели многе аспекте из традиционалних музичких форми Гарифуне и спојили их са модернијим звуцима. Описана као мешавина пунта рока и паранде, ова музика је илустрована у албумима Ватина Ендија Паласија и у Umalali: The Garifuna Women's Project, а оба су објављена за белизејску издавачку кућу Stonetree Records. Канадски музичар Дени Мишел је такође снимио албум, Black Birds Are Dancing Over Me, са групом Гарифуна музичара.
У култури Гарифуна постоји још један плес под називом "дугу", који је укључен као део ритуала који се изводи након смрти у породици како би се одало поштовање преминулој вољеној особи.
Кроз традиционални плес и музику, музичари су се окупили како би подигли свест о ХИВ/АИДС-у.